# キンメダイ目
キンメダイ目（Beryciformes）は、硬骨魚類の分類群の一つ。所属する魚類は全て海水魚で、3亜目7科29属144種で構成される。キンメダイなど食用魚として知られるもの、マツカサウオのように発光器をもつ種類、またオニキンメなど独特の形態をもつ深海魚をも含む、多様性に富んだグループである。

## 概要
キンメダイ目の魚類はすべて海産で、その分布範囲はサンゴ礁から深海まで多岐にわたっている。ヒウチダイ亜目とキンメダイ亜目は、食用魚として有名なキンメダイをはじめとする深海魚を多く含み、一部に生物発光を行う種類がいる。イットウダイ亜目はほとんどがサンゴ礁や岩礁域に住む浅海性の魚類で、熱帯から亜熱帯域を中心に分布する。
体型はやや左右に平べったく、いわゆるタイ型をしている。タイ科が所属するスズキ目とは比較的近い関係にあり、腹鰭が胸の位置にあることが共通している。しかし、腹鰭の鰭条は1本の棘条と6本以上の軟条で構成されており、1棘5軟条のスズキ目よりも原始的な特徴を残している。尾鰭の分枝鰭条は16本か17本であることが多く、15本以下のスズキ目より多い。

## 分類
キンメダイ目にはヒウチダイ亜目、キンメダイ亜目およびイットウダイ亜目の3亜目の下に、7科29属144種が所属する。

### ヒウチダイ亜目
ヒウチダイ亜目 Trachichthyoidei は5科18属45種で構成される。主に幼生の特徴に基づいて、オニキンメ科・ナカムラギンメ科はオニキンメ上科に、残る3科はヒウチダイ上科としてまとめられている。

#### オニキンメ上科
オニキンメ上科 Anoplogastroidea は2科4属6種を含む。幼魚は前頭骨、頭頂骨などに名前の由来にもなっている長いトゲをもつ。

##### オニキンメ科

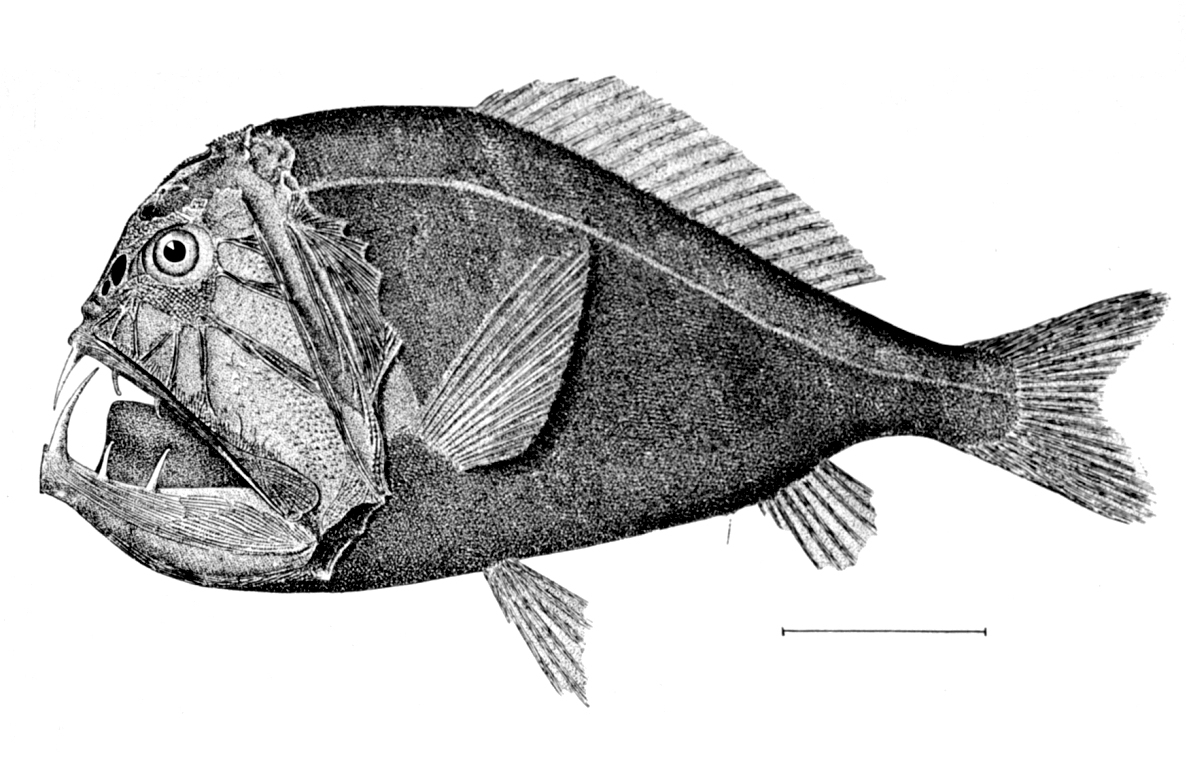
オニキンメ Anoplogaster cornuta （オニキンメ科）。顎の歯が顕著に発達し、口を閉じることはできない

オニキンメ科 Anoplogastridae はオニキンメなど1属2種からなる。三大洋における漸深層（水深1,000-3,000m）の中層に広く分布する深海性魚類。
牙のように長い歯を、上下の顎に多数備えていることが大きな特徴。側線が発達しており、開いた溝の中を走行する。腹鰭には棘条がなく、軟条は7本。
- オニキンメ属 Anoplogaster

##### ナカムラギンメ科
ナカムラギンメ科 Diretmidae は3属4種からなり、三大洋に広く分布する。側線を欠き、腹鰭は1棘6軟条。
- ナカムラギンメ属 Diretmoides
- フチマルギンメ属 Diretmus
- チゴナカムラギンメ属 Diretmichthys

#### ヒウチダイ上科
ヒウチダイ上科 Trachichthyoidea は3科15属51種で構成される。かつてはヒカリキンメダイ上科 Anomalopoidea と呼ばれた。

##### ヒカリキンメダイ科
ヒカリキンメダイ科 Anomalopidae は6属8種からなり、インド洋・太平洋の浅い海域に生息する。
眼の下に発光バクテリアを共生させた大きな発光器をもつことが特徴で、さまざまな方法を使って光を点滅させることができる。ヒカリキンメダイのように発光器そのものを回転させるもの、膜状のシャッターを使うもの、さらに両者の方法を組み合わせた種類もいる。
- ヒカリキンメダイ属 Anomalops
- 他5属（Kryptophanaron、Parmops、Photoblepharon、Phthanophaneron、Protoblepharon）

##### マツカサウオ科

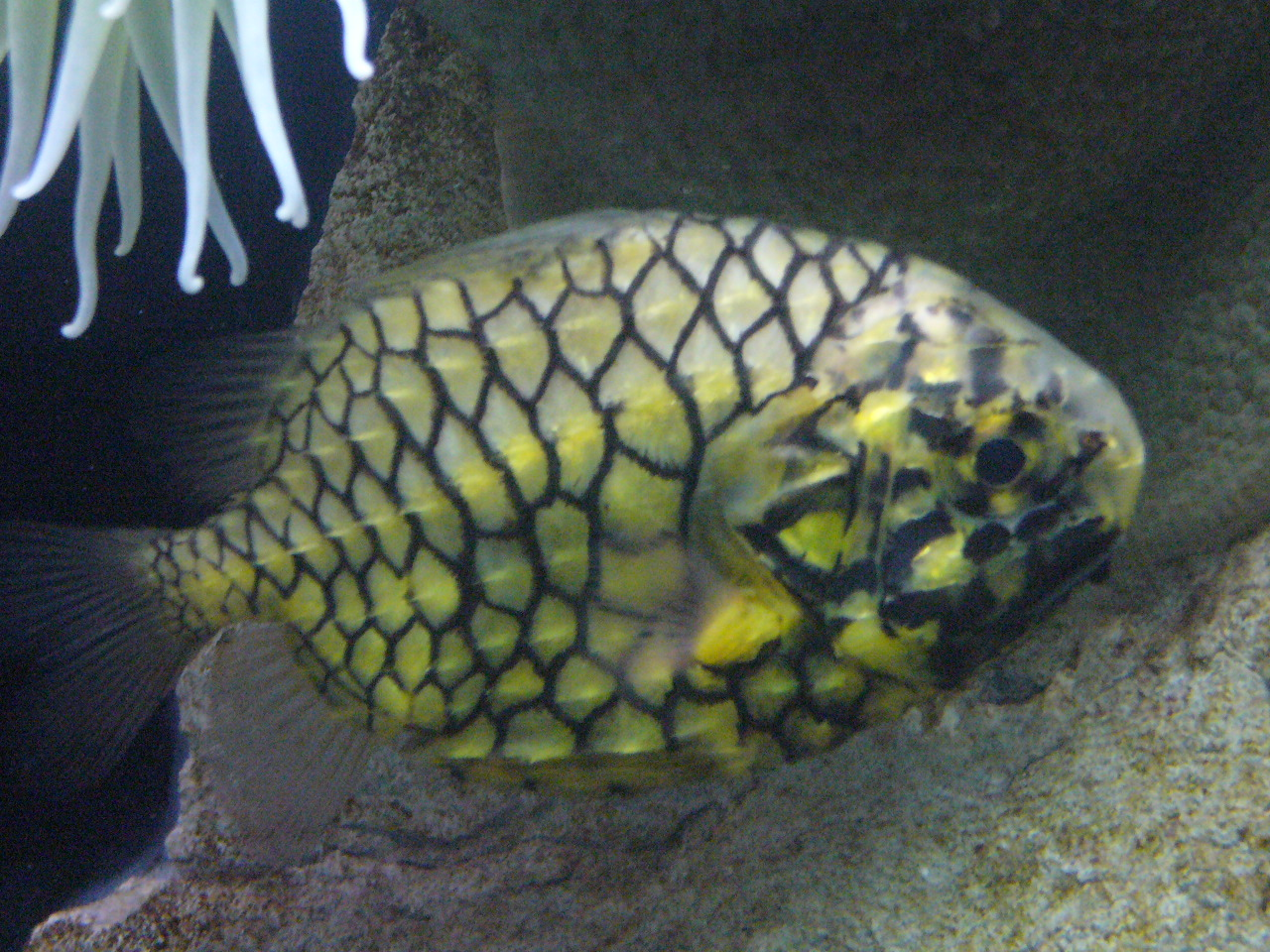
マツカサウオ Monocentris japonica（マツカサウオ科）

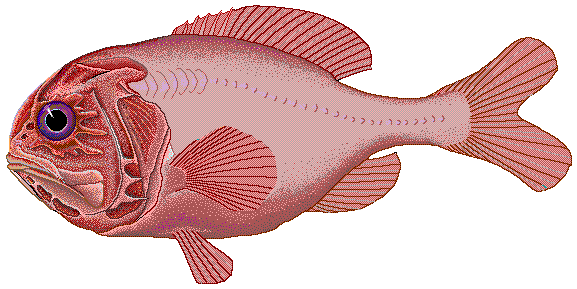
オレンジラフィー（ヒウチダイ科）。大西洋に分布し、食用魚として重要な種類である

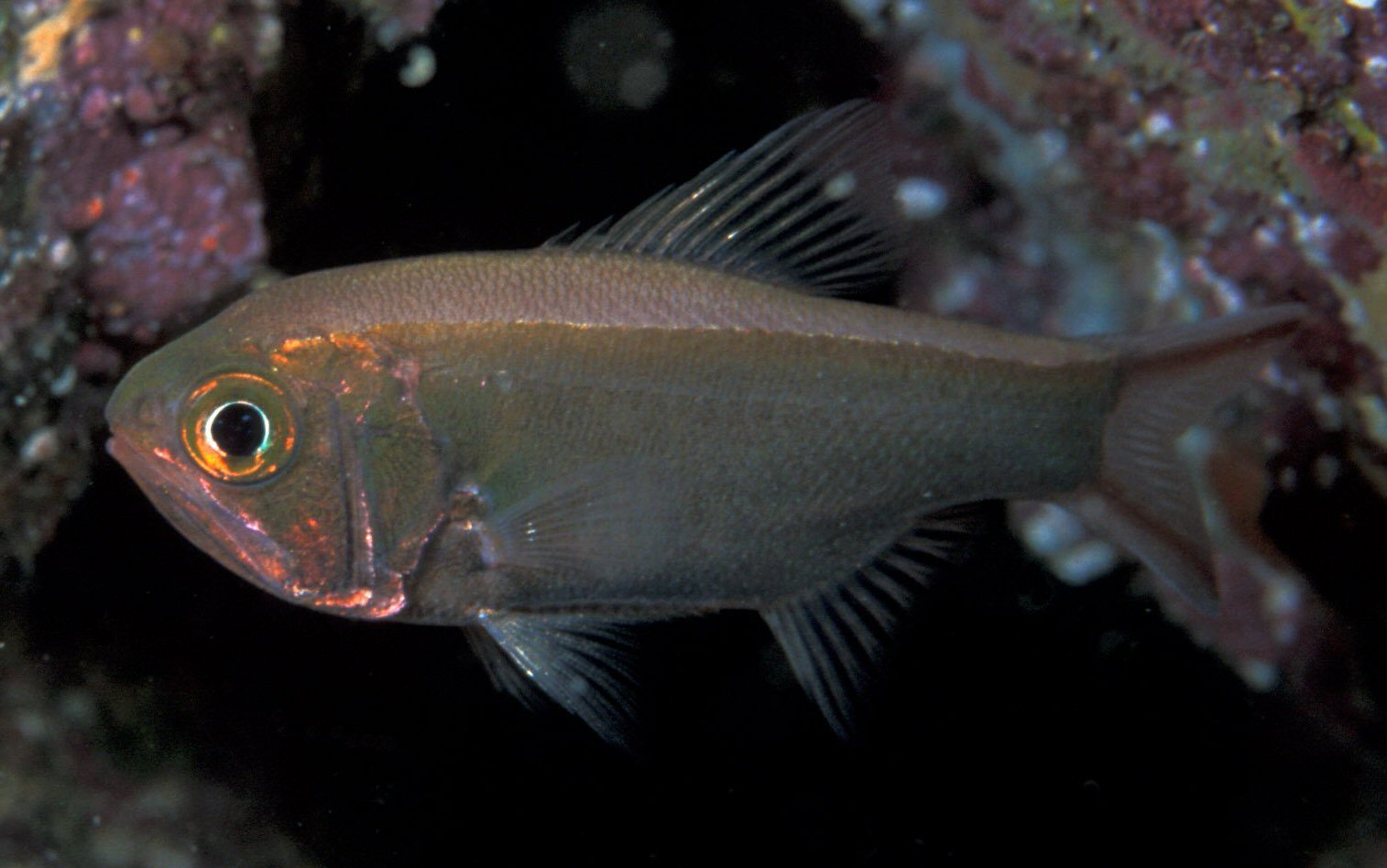
スレンダーラフィー Optivus elongatus （ヒウチダイ科）

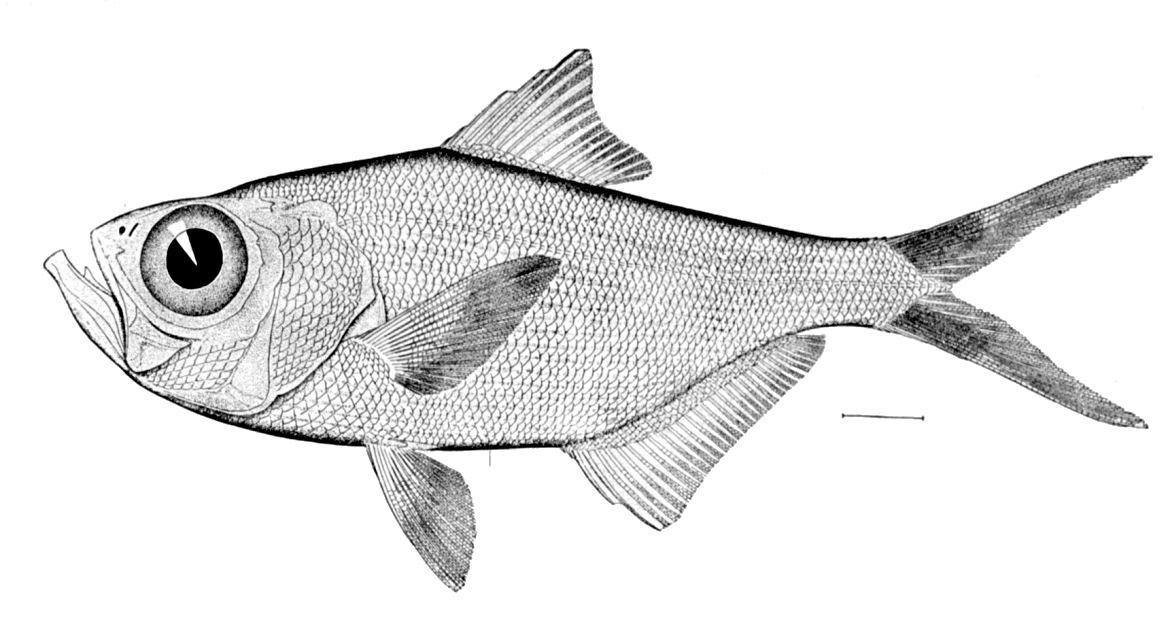
キンメダイ Beryx splendens（キンメダイ科）。食用魚として有名。遊泳にはほとんど胸鰭しか用いない

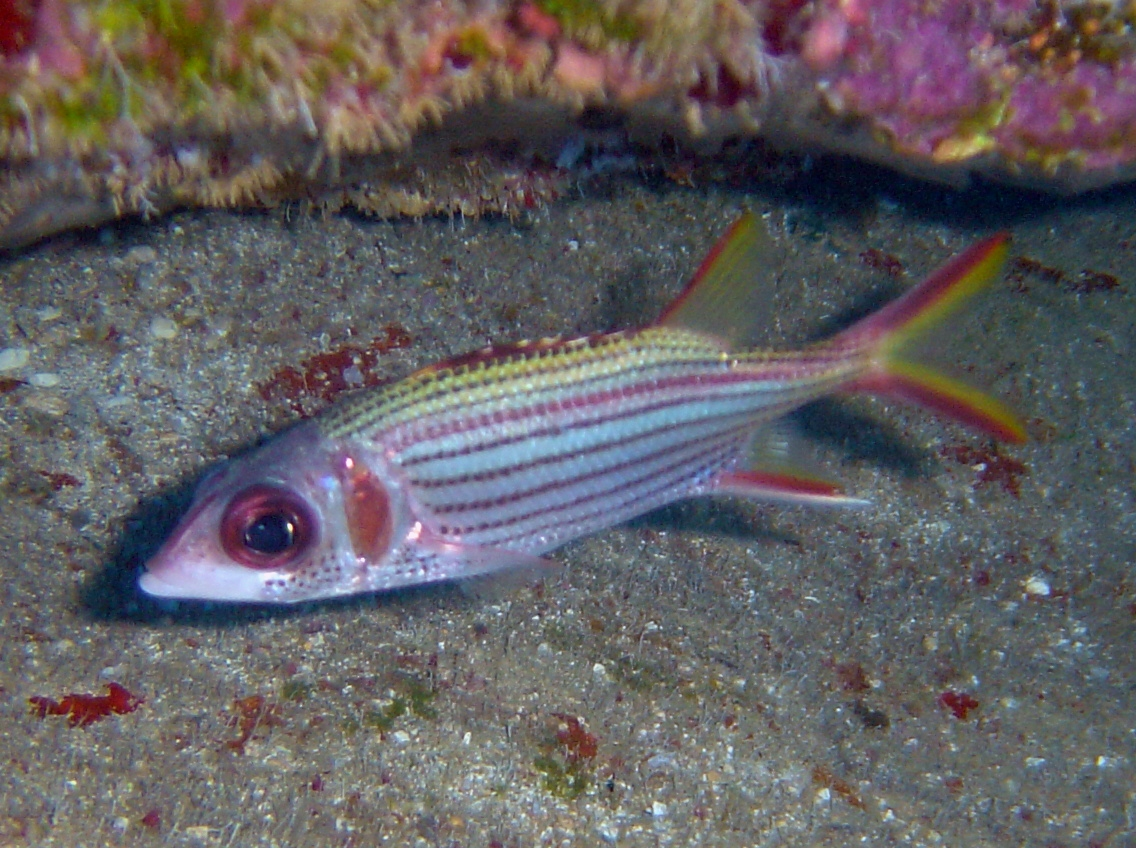
ウケグチイットウダイ Neoniphon sammara（イットウダイ科）

マツカサウオ科 Monocentridae は2属4種を含み、マツカサウオが所属するマツカサウオ属は太平洋全域に分布し、オーストラリアマツカサウオ(Cleidopus gloriamaris)はオーストラリア南部のみに生息する。
体は大きな板状の鱗で覆われ、独特の外観を呈する。鱗は互いに強く結合し体表全体が鎧のようになっており、尾鰭近くのわずかな部分しか動かすことができない。下顎に共生発光による発光器をもつ。腹鰭には1本の大きな棘条があるが、軟条の数は2-4本と本目の魚類としては少ない。
- マツカサウオ属 Monocentris
- オーストラリアマツカサウオ属 Cleidopus

##### ヒウチダイ科
ヒウチダイ科 Trachichthyidae は7属39種で構成される。水深1,500mまでの深海に分布する種が多いが、ハリダシエビス属など浅海性の種類もいる。鰓蓋骨に明瞭なトゲをもつ。鱗の形態が特徴的で、種によって異なる。
- ハシキンメ属 Gephyroberyx
- ハリダシエビス属 Aulotrachichthys
- ヒウチダイ属 Hoplostethus
- 他5属（Optivus、Paratrachichthys、Parinoberyx、Sorosichthys、Trachichthys）

### キンメダイ亜目
キンメダイ亜目 Berycoidei は1科2属9種で構成される。

#### キンメダイ科
キンメダイ科 Berycidae は2属10種を含む。日本にはキンメダイ属3種（キンメダイ、ナンヨウキンメ、フウセンキンメ）とキンメダマシ属1種（キンメダマシ）が分布する。生息水深は200-600m。多くの種類には鱗の内側に肉質の突起があり、本科の特徴となっている。
- キンメダイ属 Beryx
- キンメダマシ属 Centroberyx

### イットウダイ亜目
イットウダイ亜目 Holocentroidei は1科8属78種からなる。

#### イットウダイ科
イットウダイ科 Holocentridae にはイットウダイ亜科・アカマツカサ亜科の2亜科の下に8属78種が所属する。ほとんどの種類は沿岸部から水深100m程度にまで分布する浅海魚である。成長にしたがって底部で生活するようになる。
- イットウダイ亜科 Holocentrinae  3属を含む。前鰓蓋骨に大きなトゲがあり、毒腺をもつ種類もある。臀鰭の棘条（特に第3棘）が発達し、背鰭の棘条よりも長い。浮き袋は細長く、体全長に及ぶ。体色はさまざま。

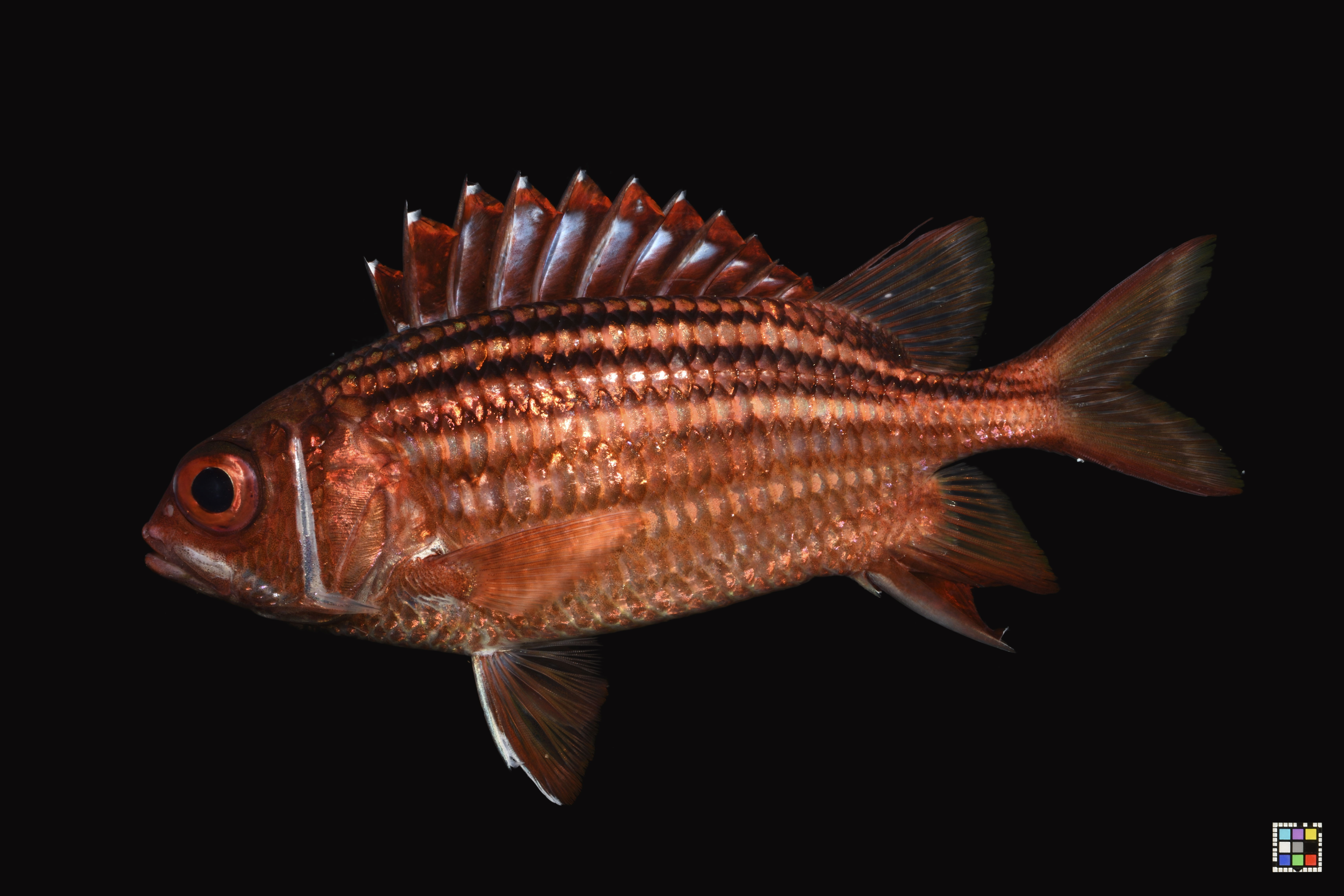
テリエビス（Sargocentron ittodai）。屋久島の小河川の、淡水域まで侵入してきた個体。

  - テリエビス（Sargocentron ittodai）。屋久島の小河川の、淡水域まで侵入してきた個体。イットウダイ属 Sargocentron - アヤメエビス (Sargocentron rubrum)
  - ウケグチイットウダイ属 Neoniphon
  - ノボリエビス属 Holocentrus
- アカマツカサ亜科 Myripristinae  5属からなる。前鰓蓋骨のトゲはないか、あるいは小さい。臀鰭の棘条は背鰭のそれよりも短い。浮き袋は小室に分割され、頭蓋骨と連続する種類もある。眼が大きく、体色は赤色を中心としている。
  - アカマツカサ属 Myripristis
  - エビスダイ属 Ostichthys - エビスダイ（学：Ostichthys japonicus、英：Japanese soldierfish）など。
  - ヤスリエビス属 Corniger
  - ヤセエビス属 Pristilepis
  - リュウキュウエビス属 Plectrypops